# Into the Void
«Into the Void» (рус. В пустоту) — песня в жанре хеви-метал британской рок-группы Black Sabbath с их третьего студийного альбома Master of Reality. Ранняя версия композиции, носившая название «Spanish Sid», вошла в специальное издание Master of Reality. Научно-фантастическая «Into the Void» повествует о людях, на ракетах покидающих умирающую Землю, которая больше не пригодна для жизни из-за ядерных войн. Тематика песни перекликается с тематикой антивоенной «Children of the Grave» и более ранних «War Pigs» и «Electric Funeral».
Песня получила положительные отзывы. В частности критик Майк Стагно (англ. Mike Stagno) включил «Into the Void» в число лучших песен с альбома Master of Reality. Стив Хьюи (англ. Steve Huey) в рецензии для ресурса Allmusic отметил, что тяжёлый темп «Into the Void» резко контрастирует с предыдущими композициями альбома.

## Кавер-версии
- Стоунер-рок-группа «Kyuss» выпустила свою кавер-версию в качестве сингла 10 сентября 1996 года. Стороной «Б» для сингла стала песня Fatso Forgotso[4];
- Американская рок-группа «Soundgarden» была номинирована на премию «Грэмми» 1993 года в категории лучше исполнение в стиле метал за кавер-версию «Into the Void»[5] Текст песни был заменён на лирику вождя Сиэтла[6];
- Трэш-метал-группа «Exhorder»[7];
- Стоунер-рок-группа «Monster Magnet» (эта версия вошла в трибьют-альбом Nativity in Black, Vol. 2)[8];
- Британская банда «Orange Goblin»[9]